# برير بن خضير الهمداني
 برير بن خضير الهمداني هو أحد أصحاب الحسين الذين قتلوا معه في كربلاء وكان قارئًا ومعلمًا للقرآن، ومن كبار شجعان الكوفة، وينتمي لقبيلة همدان، يعتبر برير من التابعين وعرف بسيد القراء، وكان يكثر من قراءة القرآن والعبادة في مسجد الكوفة، وله منزلة مرموقة في قبيلة همدان وعند أهل الكوفة.

## نسبه
برير بن خضير الهمداني المشرقي ينتمي إلى بني مشرق، وهم من بطن قبيلة همدان اليمانية. سكنوا الكوفة، وقيل اسم أبيه حُصَين وهذا خطأ؛ لأنّه عندما ارتجز في الميدان انتسب إلى أبيه خضير الذي يناسب قافية رجزه. وقد ذكره أهل السير والأخبار بأسماء مختلفة كبرير بن خضير،  وبرير بن حضير،  وبدير بن حفير،  وبرير بن حصين،  كما أنّ هناك مصادر نسب حكايته إلى شخص باسم يزيد أو زيد بن حصين.

## مع الركب الحسيني
لما بلغه خبر الحسين سار من الكوفة إلى مكة ليلحق بالحسين، فجاء معه إلى كربلاء. لما ضيق الحر على الحسين جمع أصحابه، فقام فيهم خطيباً، فحمد اللَّه، وأثنى عليه، فخظبهم بخطبته .......ثم قام برير بن خضير، فقال:
يا بن رسول الله لقد من الله بك علينا أن نقاتل بين يديك، تقطع فيك أعضاؤنا، حتى يكون جدك يوم القيامة بين أيدينا شفيعا لنا، فلا أفلح قوم ضيعوا ابن بنت نبيهم، وويل لهم ماذا يلقون به الله، وأف لهم يوم ينادون بالويل والثبور في نار جهنم .

## صباح يوم عاشوراء
في صباح يوم عاشوراء كان بريرُ يمازح عبدَ الرحمن الأنصاري، فقال له عبد الرحمن: ما هذه ساعة باطل؟ فقال برير: لقد علم قومي ما أحببت الباطل كهلًا ولا شابًّا، ولكنّي مستبشر بما نحن لاقون، واللهِ ما بيننا وبين الحور العين إلَّا أنْ يميل علينا هؤلاء بأسيافهم، ولوددتُ أنّهم مالوا علينا الساعة.

## مقتله
قتل في 61 هـ بعد مشاركته في معركة كربلاء، وأثناء قتاله كان ينشد: